# Isenbüttel
Isenbüttel település Németországban, azon belül Alsó-Szászország tartományban. Lakosainak száma 6422 fő (2023. december 31.). Isenbüttel Meine, Rötgesbüttel, Ribbesbüttel, Gifhorn, Calberlah és Wasbüttel községekkel határos.

## Népesség
A település népességének változása:
| Lakosok száma | 6441 | 6483 | 6496 | 6371 | 6397 | 6422 |
|               | 2016 | 2017 | 2019 | 2021 | 2022 | 2023 |